# 汉斯-约亨·福格尔
漢斯-約亨·福格爾（德語：Hans-Jochen Vogel；1926年2月3日—2020年7月26日）。出生在哥廷根，是德國政治人物。

## 生平
福格爾在哥廷根和吉森就讀文法學校。他雖然是積極天主教徒，他加入希特勒青年團，甚至成為班長之一（Scharführer）。
福格爾在1950年成為社民黨成員，他在1960年3月27日被選為慕尼黑市長。他的知名度增加，部分原因是成功解決城市交通問題，1966年，他再次當選慕尼黑市長。在他的任期内，慕尼黑被選為1972年奧運會主辦地。福格爾於2020年7月26日逝世。